# Ewald Kaeser (Gewerkschafter)

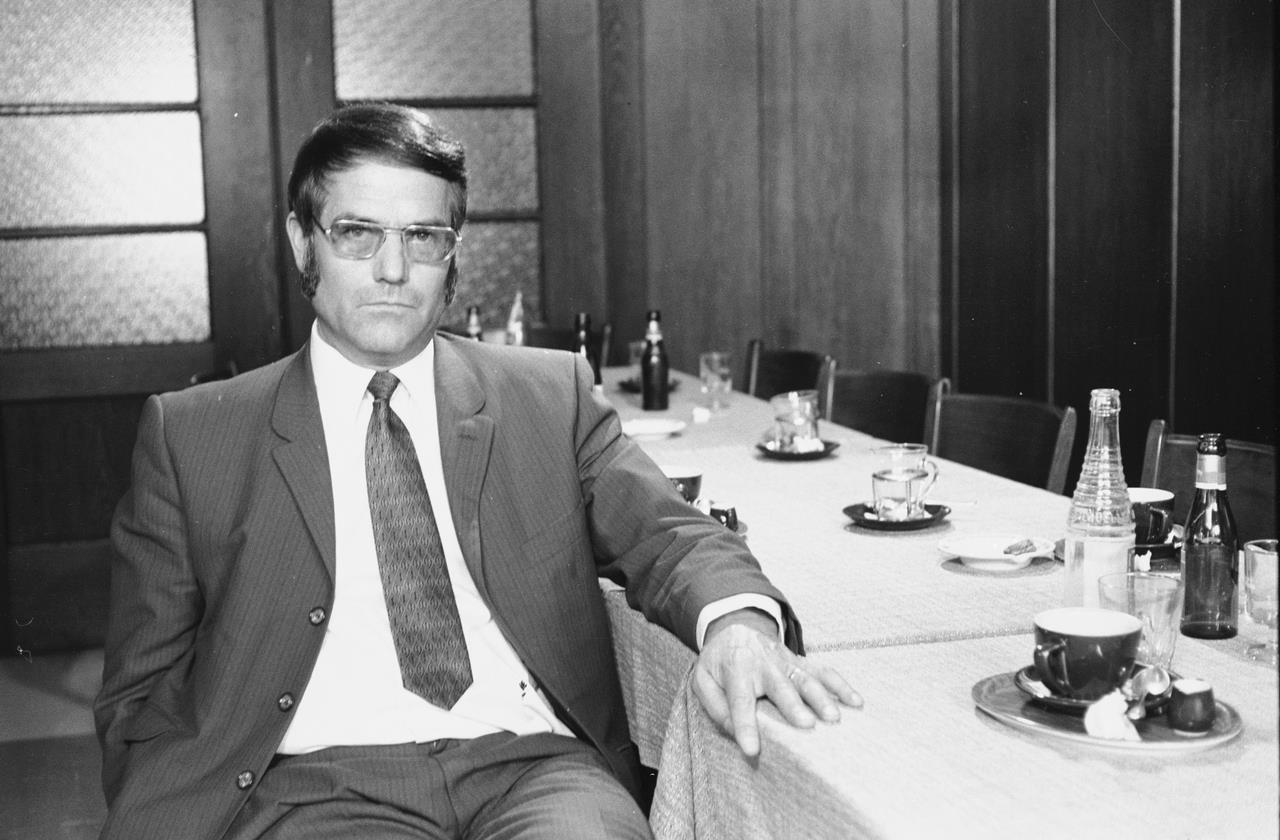
Ewald Kaeser (1972/1973)

Ewald Kaeser (geboren am 15. November 1918; gestorben am 23. November 2010) war ein Schweizer Gewerkschafter. Er war 1982 bis 1984 Zentralpräsident der Gewerkschaft Textil, Chemie, Papier (GTCP).

## Leben

### Herkunft und früher Werdegang
Ewald Kaeser stammte aus einer Arbeiterfamilie. Sein Vater war Schmied in der Säurefabrik Schweizerhalle und Gewerkschafter. Da keine Lehrstellen für seinen Wunschberuf Schreiner verfügbar waren, machte Kaeser nach der Volksschule eine Berufslehre als Möbelpolier. Anschliessend war er Gelegenheitsarbeiter auf dem Bau und absolvierte die Rekrutenschule. Es folgte eine Phase der Arbeitslosigkeit, bis er schliesslich in den Aktivdienst eingezogen wurde.
Kaeser schloss sich vor dem Hintergrund des Kampfes gegen den Nationalsozialismus der Kommunistischen Partei der Schweiz (KPS) an, die diesen in der Schweiz in erster Linie führte. In Rheinfelden wohnhaft, kannte er sich im Grenzgebiet gut aus. Daher wirkte er als Kontaktmann bei Grenzübertritten von Angehörigen der Arbeiterbewegung und deren Unterstützung beim Widerstand gegen den NS-Staat.
Nachdem Kaeser Urlaub vom Aktivdienst erhalten hatte, arbeitete er als Hilfsarbeiter in der Spedition der Fassfabrik in Rheinfelden. Er musste noch einmal einrücken und als er wieder beurlaubt wurde, engagierte er sich – die KPS war inzwischen verboten – in der neu gegründeten Partei der Arbeit (PdA) und für den Wiederaufbau der Naturfreunde. Als Kommunist stand er in der Schweizer Armee unter besonderer Beobachtung. Im Aktivdienst hat er zudem einen Streik gegen einen schikanösen Offizier organisiert, bei dem er straflos ausging, weil er vom ganzen Zug unterstützt wurde.

### Gewerkschaftliche Laufbahn
1946 wurde Kaeser Chemiearbeiter bei Geigy in Schweizerhalle. Er wechselte dadurch auch vom Handels-, Transport- und Lebensmittelarbeiter (VHTL) zum Schweizerischen Textil- und Fabrikarbeiterverband (STFV). 1947 wurde er Präsident der Gruppe Schweizerhalle des STFV und Vizepräsident der Arbeiterkommission.
In der antikommunistischen Stimmung nach dem Ungarnaufstand weigerten sich die Arbeitgeber, mit Kommunisten zu verhandeln. Kaeser liess deshalb die Betriebsversammlung entscheiden, ob er ihr Vertreter bleiben soll. Diese beschloss einstimmig, Kaeser solle aus der PdA austreten und weiter die Arbeiterschaft vertreten. Kaeser verliess infolgedessen die PdA und blieb fortan parteilos. Er blieb jedoch zeitlebens ein Vertreter des linken Gewerkschaftsflügels. 1957 wurde er Gewerkschaftssekretär beim STFV, der sich ab 1963 GTCP nannte. Im Sommer 1970 nominierte ihn die Basler Sektion der GTCP als Präsidentschaftskandidaten für das Gewerkschaftskartell Basel-Stadt. Er unterlag allerdings Helmut Hubacher. Zu Beginn der 1970er-Jahre wurde er in der Nachfolge von Adolf Knecht Branchensekretär für die chemisch-pharmazeutische Industrie. 1982 wurde er Zentralpräsident der GTCP. Er behielt dieses Amt bis 1984.
Kaeser engagierte sich stark für die betriebliche Mitbestimmung, die in den 1970er-Jahren ein zentrales Thema der Gewerkschaften war. Er erarbeitete 1968 ein Mitbestimmungskonzept für die chemische Industrie. Anregungen dafür bezog er aus den Erfahrungen der deutschen IG Chemie-Papier-Keramik. Er war massgeblich an der Ausarbeitung der 1976 vom Volk verworfenen Mitbestimmungsinitiative des Schweizerischen Gewerkschaftsbundes (SGB) beteiligt.
Auf eine politische Karriere hat Kaeser verzichtet. Gemäss seinem Nachfolger als Zentralpräsident der GTCP, Hans Schäppi, betrachtete er starke Gewerkschaften als nützlicher für die Arbeiterschaft denn politische Ämter.
Kaesers Sohn war der Journalist und Lyriker Ewald Kaeser. Kaeser senior schrieb selbst auch Gedichte. Er publizierte sie in der Werkstatt Arbeiterinnen- und Arbeiterkultur Basel, die sein Sohn mitbegründet hatte.